# Vùng Hướng đạo Liên Mỹ (WOSM)

Huy hiệu vùng của Vùng Hướng đạo Liên Mỹ

Các quốc gia thành viên của Vùng Hướng đạo Liên Mỹ, xin để ý là có vài dãy quần đảo Thái Bình Dương nằm trong Vùng Hướng đạo Liên Mỹ là vì có mối quan hệ chính trị với lục địa châu Mỹ

Vùng Hướng đạo Liên Mỹ là văn phòng vùng của Văn phòng Hướng đạo Thế giới thuộc Tổ chức Phong trào Hướng đạo Thế giới có trụ sở tại Santiago, Chile. Vùng Hướng đạo Liên Mỹ phục vụ Hướng đạo tại Tây Bán Cầu, cả Nam Mỹ và Bắc Mỹ. Cho tới thập niên 1960, Vùng chỉ phục vụ cho México, Trung Mỹ và Nam Mỹ, riêng Canada và Hoa Kỳ được phục vụ qua văn phòng có tên gọi khi đó là "Văn phòng Quốc tế Nam Hướng đạo" tại Ottawa, Canada. Ngay cả đến ngày nay, Vùng Liên Mỹ tồn tại phần nhiều là vì lợi ích của các quốc gia nằm về phía nam của Rio Grande, bằng chứng là trang web của vùng dùng chỉ tiếng Tây Ban Nha; kết cuộc là, Hội Nam Hướng đạo Mỹ và Hội Hướng đạo Canada không có tham dự hết sức mình trong các hoạt động của vùng như các tổ chức quốc gia khác quanh thế giới.

Phù hiệu đạt được trong Vùng Hướng đạo Liên Mỹ

Tổng hành dinh của Vùng Liên Mỹ đã di chuyển liên tục về phía nam kể từ khi nó được thành lập, khởi đầu là tại Havana, Cuba, từ năm 1946 đến 1960; di chuyển ngắn ngủi đến Kingston, Jamaica vào năm 1960; chuyển ngay về Thành phố México ở México giữa năm 1960 và 1968; rồi đến San José ở Costa Rica giữa 1968 và 1992; mới đây nhất là đến Santiago ở Chile từ năm 1992 đến bây giờ.
Hướng đạo sinh của các quốc gia trong Lòng chảo Caribbean tự tổ chức các trại họp bạn tiểu vùng của họ.
Vùng Hướng đạo Liên Mỹ có một trong sáu quốc gia không có tổ chức Hướng đạo đó là Cuba vì lý do chính trị ngăn cản trong quốc gia.
Vùng này là đồng nhiệm của Vùng Nữ Hướng đạo Tây Bán Cầu của Hội Nữ Hướng đạo Thế giới.

## Trại Họp bạn Hướng đạo Caribbean
Nam Hướng đạo sinh tập họp lại để cắm trại trong vùng Caribbean trong những khoảng thời gian định kỳ từ năm 1952, khi Trại Họp bạn Caribbean đầu tiên được tổ chức ở Công viên Briggs tại Kingston, Jamaica. Các Trại Họp bạn đã qua gồm có:
- Trại Họp bạn Hướng đạo Caribbean lần thứ 1-Kingston, Jamaica-1952
- Trại Họp bạn Hướng đạo Caribbean lần thứ 2-Trinidad và Tobago 1961
- Trại Họp bạn Hướng đạo Caribbean lần thứ 3-Guyana 1969
- Trại Họp bạn Hướng đạo Caribbean lần thứ 4-Combermere School, Barbados 1972
- Trại Họp bạn Hướng đạo Caribbean lần thứ 5-Suriname 1974
- Trại Họp bạn Hướng đạo Caribbean lần thứ 6-Jamaica ngày 27 tháng 9 năm 1977
- Trại Họp bạn Hướng đạo Caribbean lần thứ 7-Trinidad và Tobago 1980
- Trại Họp bạn Hướng đạo Caribbean lần thứ 8-Suriname (hủy bỏ) 1984
- Trại Họp bạn Hướng đạo Caribbean lần thứ 9-Barbados 1987
- Trại Họp bạn Hướng đạo Caribbean lần thứ 10-Dominica 1994
- Trại Họp bạn Hướng đạo Caribbean lần thứ 11-Trinidad và Tobago 1997
- Trại Họp bạn Hướng đạo Caribbean lần thứ 12-Saint Lucia 2000
- Trại Họp bạn Hướng đạo Caribbean lần thứ 13-Guyana (hủy bỏ) 2003
- Trại Họp bạn Hướng đạo Caribbean lần thứ 13-Jamaica 2006

## Trại Họp bạn Hướng đạo Vùng Liên Mỹ
Vùng điều hành hay bảo trợ các trại họp bạn phạm vi vùng tại các quốc gia thành viên. Các trại họp bạn đã qua gồm có:
- Trại Họp bạn Liên Mỹ lần thứ 1-Rio de Janeiro, Brazil-1965
- Trại Họp bạn Liên Mỹ lần thứ 2-Rio de Janeiro, Brazil-1966
- Trại Họp bạn Liên Mỹ lần thứ 3-
- Trại Họp bạn Liên Mỹ lần thứ 4-Brasil 1981
- Trại Họp bạn Liên Mỹ lần thứ 5-
- Trại Họp bạn Liên Mỹ lần thứ 6-
- Trại Họp bạn Liên Mỹ lần thứ 7-
- Trại Họp bạn Liên Mỹ lần thứ 8
- Trại Họp bạn Liên Mỹ lần thứ 9-
- Trại Họp bạn Liên Mỹ lần thứ 10-
- Trại Họp bạn Liên Mỹ lần thứ 11-
- Trại Họp bạn Liên Mỹ lần thứ 12-
- Trại Họp bạn Liên Mỹ lần thứ 13-Cusco, Peru 2008